# Józef Rotblat
Józef Rotblat (4 de noviembre de 1908 - 31 de agosto de 2005) fue un físico nuclear y activista polaco nacionalizado británico, galardonado con el Premio Nobel de la Paz en 1995 por su contribución al desarrollo de las conferencias Pugwash, una organización de científicos y humanistas, que dirigió hasta su muerte.
Durante su periodo de investigador en el Reino Unido colaboró con James Chadwick, y durante la Segunda Guerra Mundial se involucró en el proyecto Manhattan (que culminaría con el diseño de la bomba atómica), pero después renegó y luchó por la erradicación de las armas nucleares. Fue miembro del Comité de Honor de la Coordinación internacional para el Decenio de la no violencia y de la paz.

## Primeros años
Józef Rotblat nació en 1908 en Varsovia, en el seno de una familia judía, en lo que entonces era parte del imperio ruso. Era uno de siete hermanos, dos de los cuales murieron en la infancia. Su padre, Zygmunt Rotblat, construyó y dirigió un negocio coches de caballos a nivel nacional, poseía tierras y criaba caballos. Los primeros años de Józef los pasó en lo que era un hogar próspero, pero las circunstancias cambiaron con el estallido de Primera Guerra Mundial. Se cerraron las fronteras y se requisaron los caballos de la familia, lo que provocó la ruina del negocio y la pobreza de su familia. A pesar de tener una formación religiosa, a la edad de diez años, dudaba de la existencia de Dios, y luego se convirtió en agnóstico.
Los padres de Rotblat no podían permitirse enviarlo a un gymnasium, por lo que Rotblat recibió su educación secundaria en un jéder impartido por un rabino local. Luego asistió a una escuela técnica, donde estudió ingeniería eléctrica y se graduó con su diploma en 1923. Después de graduarse, Rotblat trabajó como electricista en Varsovia, pero tenía la ambición de convertirse en físico. Se presentó a los exámenes de ingreso de la Universidad Libre de Polonia en enero de 1929 y aprobó el de física con facilidad, pero tuvo menos éxito al tener que desarrollar una cuestión sobre la Comisión de Educación Nacional, un tema del que no sabía nada. Luego fue entrevistado por Ludwik Wertenstein, el Decano de la Facultad de Ciencias. Wertenstein había estudiado en París con Marie Curie y en los Laboratorios Cavendish de la Universidad de Cambridge con Ernest Rutherford. Wertenstein le ofreció una plaza a Rotblat.
Obtuvo una maestría en la Universidad Libre en 1932, y a continuación ingresó a la Universidad de Varsovia y se convirtió en Doctor en Física en 1938. Ocupó el cargo de Investigador en el Laboratorio de Radiología de la Sociedad Científica de Varsovia, de la que Wertenstein fue director, y se convirtió en subdirector del Instituto de Física Atómica de la Universidad Libre de Polonia en 1938.

## Matrimonio y primeros trabajos de física
Durante este período, Rotblat se casó con una estudiante de literatura, Tola Gryn, a quien había conocido en un campamento de verano para estudiantes en 1930.
Antes del estallido de la Segunda Guerra Mundial, realizó experimentos que demostraron que en el proceso de fisión se emitían neutrones. A principios de 1939, imaginó que podría producirse una gran cantidad de fisiones y, si esto ocurría en un tiempo lo suficientemente corto, entonces se podrían liberar cantidades considerables de energía. Continuó calculando que este proceso podría ocurrir en menos de un microsegundo, lo que generaría una explosión.
En 1939, a través de las conexiones de Wertenstein, Rotblat fue invitado a estudiar en París y en la Universidad de Liverpool bajo la dirección de James Chadwick, ganador del Premio Nobel de 1932 por descubrir el neutrón. Chadwick estaba construyendo un acelerador de partículas llamado "ciclotrón" para estudiar las reacciones nucleares fundamentales, y Rotblat quería construir una máquina similar en Varsovia, por lo que decidió unirse a Chadwick en Liverpool. Viajó solo a Inglaterra porque no podía permitirse el lujo de mantener a su esposa allí.
En poco tiempo, Chadwick le consiguió una dotación económica (la Beca Oliver Joseph Lodge), duplicando sus ingresos, y en ese verano de 1939, el joven polaco regresó a su país con la intención de llevarse de regreso a Inglaterra a su mujer Tola con él. Sin embargo, cuando llegó el momento de partir de Varsovia a finales de agosto, ella estaba convaleciente después de una operación de apendicitis y se quedó allí, esperando seguirle en unos días; sin embargo, el estallido de la Segunda Guerra Mundial causó a la pareja diversas calamidades. Tola quedó atrapada en la Polonia invadida por el ejército alemán, y los esfuerzos desesperados en los meses siguientes para sacarla a través de Dinamarca (con la ayuda de Niels Bohr), Bélgica y finalmente Italia quedaron en nada, ya que las fronteras de cada país a su vez estaban cerradas por la guerra. Nunca más la volvió a ver; y se sabe que fue asesinada durante el holocausto en el Campo de exterminio de Bełżec. Esto lo afectó profundamente por el resto de su vida y nunca se volvió a casar.

## Proyecto Manhattan
Mientras aún estaba en Polonia, Rotblat se dio cuenta de que la fisión nuclear posiblemente podría usarse para producir un arma nuclear. Primero pensó que debería "borrar todo el asunto de mi mente", pero continuó porque llegó a la conclusión de que la única forma de evitar que la Alemania nazi usara una bomba nuclear era que Gran Bretaña tuviese otra para actuar como elemento disuasorio. Trabajó con Chadwick en el Tube Alloys, el proyecto de la bomba atómica británica.
En febrero de 1944, Rotblat se unió al Laboratorio de Los Álamos como parte de la contribución británica al Proyecto Manhattan, liderada por de Chadwick. Aunque estaba molesto por las dudas morales que implicaba el proyecto, seguía pensando que los aliados debían poder amenazar con represalias en caso de que Alemania desarrollara la bomba. La condición habitual para que las personas trabajaran en el Proyecto Manhattan era que debían adoptar la nacionalidad estadounidense o ser un súbdito británico. Rotblat se negó, pero en su caso se obvió esta condición. En Los Álamos, se hizo amigo de Stanisław Ulam, un compañero científico polaco-judío, con quien pudo conversar en polaco. Rotblat trabajó en el grupo de Egon Bretscher, investigando si los rayos gamma de alta energía producidos por la fisión nuclear interferirían con el proceso de reacción nuclear en cadena, y luego con el grupo de Robert R. Wilson que utilizaba un ciclotrón en sus investigaciones.
Rotblat seguía teniendo fuertes reservas sobre el uso de la ciencia para desarrollar un arma tan devastadora. En 1985 relató que, en una cena privada en la casa de los Chadwick en Los Álamos, celebrada en marzo de 1944, se sorprendió al escuchar al director del Proyecto Manhattan, el general Leslie Groves, decir palabras en el sentido de que el verdadero propósito de fabricar la bomba era someter a los soviéticos. Barton Bernstein señaló después que el comentario pudo haber sido hecho para poner a prueba la lealtad de Rotblat.
A finales de 1944 ya era evidente que Alemania había abandonado el desarrollo de su propia bomba en 1942. En consecuencia, Rotblat pidió abandonar el proyecto por motivos de conciencia y regresó a Liverpool.
Chadwick se enteró de que el jefe de seguridad tenía un expediente en el que se acusaba a Rotblat de tener la intención de regresar a Inglaterra para poder volar sobre Polonia y lanzarse en paracaídas en territorio soviético para transmitir los secretos de la bomba atómica. También fue acusado de visitar a alguien en Santa Fe y dejarle un cheque en blanco para financiar la formación de una célula comunista.
Rotblat pudo demostrar que gran parte de la información del expediente había sido inventada. Además, los registros del FBI confirman que en 1950, la amiga de Rotblat en Santa Fe fue localizada en California y ella negó rotundamente la historia; el cheque nunca se había cobrado y se había dejado para pagar artículos que no estaban disponibles en el Reino Unido durante la guerra. En 1985, Rotblat contó cómo una caja que contenía "todos mis documentos" desapareció en un viaje en tren de Washington D. C. a Nueva York cuando salía del país, pero la presencia de una gran cantidad de documentos personales de Rotblat de Los Álamos ahora archivados en el Churchill Archives Centre "está totalmente en desacuerdo con el relato de los hechos manifestado por Rotblat".

## Lluvia nuclear
Rotblat regresó a Gran Bretaña para convertirse en profesor titular y director interino de investigación en física nuclear en la Universidad de Liverpool. Se naturalizó como súbdito británico el 8 de enero de 1946. La mayor parte de su familia había sobrevivido a la guerra. Con la ayuda de su cuñado Mieczysław (Mietek) Pokorny, se habían creado identidades católicas polacas falsas para la hermana de Rotblat, Ewa, y su sobrina Halina. Ewa, aprovechando que era una rubia cenicienta que, como Rotblat, hablaba polaco con fluidez además de Yidis, sacó de contrabando al resto de la familia del Gueto de Varsovia. Mietek, el hermano de Rotblat, Mordecai (Michael) y la esposa de Michael, Manya, la madre de Rotblat, Scheindel, y dos soldados rusos permanecieron escondidos en un búnker oculto debajo de una casa cerca de Otwock, en la que Ewa y Halina vivían con una familia polaca. Las demostraciones de antisemitismo de la población polaca que presenció durante el levantamiento del gueto de Varsovia produjeron en Ewa una profunda amargura con respecto a Polonia, y le pidió a Rotblat que ayudara a la familia a emigrar a Inglaterra. Por lo tanto, ahora aceptó la oferta de ciudadanía británica de Chadwick para poder ayudarlos a escapar de Polonia. Vivieron con él en Londres durante algún tiempo antes de establecerse por su cuenta. Halina se graduaría en el Somerville College y en el University College de Londres y se convertiría en editora del Dictionary of National Biography.
Rotblat se sintió traicionado por el uso de armas atómicas contra Japón y dio una serie de conferencias públicas en las que pidió una moratoria de tres años en todas las investigaciones atómicas. Estaba decidido a que su investigación solo tuviera fines pacíficos, por lo que se interesó en los usos médicos y biológicos de la radiación. En 1949, se convirtió en profesor de física en el Hospital de San Bartolomé ("Barts") de Londres, un hospital docente asociado con la Universidad de Londres. Permaneció allí por el resto de su carrera, convirtiéndose en emérito en 1976. Recibió su doctorado en Liverpool en 1950, habiendo escrito su tesis sobre la "Determinación del número de neutrones emitidos por una fuente". También trabajó en varios organismos oficiales relacionados con la física nuclear y organizó Atom Train, una importante exposición itinerante para escuelas sobre energía nuclear civil.
En St Bartholomew's, Rotblat trabajó sobre los efectos de la radiación en los organismos vivos, especialmente en el envejecimiento y la fertilidad. Esto lo llevó a interesarse por la lluvia radiactiva, especialmente la de estroncio-90 y los límites seguros de la radiación ionizante. En 1955 demostró que la contaminación provocada por la lluvia radioactiva tras la prueba nuclear Castle Bravo en el atolón Bikini realizada por Estados Unidos, había sido mucho mayor que la declarada oficialmente. Hasta entonces, la línea oficial había sido que el crecimiento de la potencia de las bombas atómicas no iba acompañado de un crecimiento equivalente de la radiactividad liberada. Los científicos japoneses que habían recopilado datos de un barco de pesca, el Lucky Dragon, que sin darse cuenta había estado expuesto a la lluvia radiactiva, no estaban de acuerdo con esto. Rotblat pudo deducir que la bomba tenía tres etapas y demostró que la fase de fisión al final de la explosión aumentó la cantidad de radiactividad cuarenta veces. Su artículo fue retomado por los medios y contribuyó al debate público que resultó en el final de las pruebas atmosféricas, sellado con el Tratado de prohibición parcial de ensayos nucleares.

## Trabajo por la paz
Rotblat creía que los científicos siempre deberían preocuparse por las consecuencias éticas de su trabajo. Se convirtió en uno de los críticos más destacados de la carrera de armamento nuclear, siendo el firmante más joven del Manifiesto Russell-Einstein en 1955, y presidió la conferencia de prensa que lo puso en marcha. Después de la cobertura positiva del manifiesto, el magnate estadounidense de origen canadiense Cyrus S. Eaton ofreció financiar la influyente Conferencia Pugwash, una organización internacional que reunió a académicos y figuras públicas para trabajar para reducir el peligro de guerra y buscar soluciones a las amenazas a la seguridad global, en particular a las relacionadas con la guerra nuclear. Con Bertrand Russell y otros, organizó la primera conferencia de Pugwash en 1957 y siguió trabajando en la organización de los simposios posteriores hasta su muerte. En 1958, Rotblat se unió al comité ejecutivo de la recién lanzada Campaña para el Desarme Nuclear (CND). A pesar de la situación generada por el Telón de Acero y la Guerra Fría, abogó por establecer vínculos entre científicos de Occidente y Oriente. Por esta razón, las conferencias de Pugwash fueron vistas con recelo. Inicialmente, el gobierno británico las consideró poco más que "reuniones del frente comunista".
Sin embargo, persuadió a John Douglas Cockcroft, miembro de Autoridad para la Energía Atómica del Reino Unido, para que sugiriera quién podría ser invitado a la conferencia de 1958. Resistió con éxito un intento posterior de relevarle de su puesto al frente de las conferencias, lo que provocó que un funcionario del Foreign Office escribiera que "la dificultad es lograr que el profesor Rotblat preste atención a lo que pensamos... Sin duda, está celoso de su independencia e integridad científica", y que asegurar "un nuevo organizador para la delegación británica parece ser la primera necesidad, pero no sé si hay alguna esperanza de ello". A comienzos de la década de 1960, el Ministro de Defensa pensaba que ahora Pugwash era "una organización muy respetable", y el Foreign Office declaró que tenía la "bendición oficial" y que cualquier avance bien podría originarse en tales reuniones. A las Conferencias de Pugwash se les atribuye haber sentado las bases para el Tratado de prohibición parcial de ensayos nucleares de 1963, el Tratado de No Proliferación Nuclear de 1968, el Tratado sobre Misiles Antibalísticos de 1972, la Convención sobre armas biológicas de 1972 y la Convención sobre Armas Químicas de 1993. Paralelamente a las Conferencias de Pugwash, se unió a Albert Einstein, Robert Oppenheimer, Bertrand Russell y otros científicos preocupados por fundar la Academia Mundial de Arte y Ciencia, que fue propuesta por ellos a mediados de la década de 1950 y constituida formalmente en 1960.

## Vida posterior
Rotblat se jubiló en 1976, cuando dejó de trabajar en el Hospital St Bartholomew, pero en 1975 y 1976 fue profesor invitado Montague de Relaciones Internacionales en la Universidad de Edimburgo, y prácticamente se mantuvo activo en las diversas organizaciones en las que colaboraba hasta el final de su vida. En su opinión, los científicos tienen una responsabilidad moral individual y, al igual que el juramento hipocrático proporciona un código de conducta para los médicos, pensaba que los científicos deberían tener su propio código de conducta moral, un "juramento hipocrático para científicos". Durante su mandato como presidente de las Conferencias Pugwash, Rotblat propuso al técnico nuclear israelí Mordejái Vanunu para el Premio Nobel de la Paz todos los años desde 1988 hasta 2004. Vanunu había revelado el alcance del programa de armas nucleares israelí y, en consecuencia, pasó 18 años en prisión, incluidos más de 11 años en confinamiento solitario.
Rotblat hizo una campaña incesante contra las armas nucleares. En una entrevista poco antes de las elecciones presidenciales de EE. UU. de 2004, expresó su creencia de que el Manifiesto Russell-Einstein todavía tenía "gran relevancia hoy en día, después de 50 años, particularmente en relación con la elección de un presidente en los Estados Unidos", y sobre todo, con respecto al posible uso preventivo de armas nucleares. El centro de su visión del mundo fueron las palabras del Manifiesto de Russell-Einstein con las que concluyó su discurso de aceptación del Premio Nobel en 1995: "Sobre todo, recuerda tu humanidad". También ejerció como editor en jefe de la revista Physics in Medicine and Biology de 1960 a 1972. Fue presidente de varias instituciones y asociaciones profesionales y también cofundador y miembro de la junta directiva del Instituto Internacional de Estudios para la Paz de Estocolmo, así como miembro del Comité Asesor de Investigaciones Médicas de la Organización Mundial de la Salud. Rotblat fue asesor de programa del docudrama nuclear ganador del premio de la Academia Británica de las Artes Cinematográficas y de la Televisión Threads, producido en 1984.
Rotblat sufrió un derrame cerebral en 2004 y su salud empeoró. Murió de sepsis en el Royal Free Hospital de Camden, Londres, el 31 de agosto de 2005.

## Reconocimientos
- Rotblat fue nombrado Comendador de la Orden del Imperio Británico en 1965.[48]
- Ganó el Premio de la Paz Albert Einstein en 1992.
- Fue elegido miembro de la Royal Society en 1995.[49] Su certificado de elección  señala que:

Hizo importantes contribuciones a la física nuclear, tanto antes como después de trabajar durante la guerra en problemas de energía atómica en Liverpool y Los Álamos. Esto incluyó observaciones sobre la distribución angular de los protones de la reacción (d,p), lo que condujo a una herramienta importante para determinar el espín y la paridad de los niveles nucleares. Trabajó en las aplicaciones médicas de la física nuclear y más tarde en los efectos biológicos de la radiación. Su distinción sobresaliente está en su trabajo para la Conferencia Pugwash sobre Ciencia y Asuntos Mundiales. Fue uno de los fundadores de estas conferencias, y durante los últimos 37 años ha sido incansable en su apoyo y entusiasmo [sic] por las conferencias, que han permitido a científicos de todo el mundo y con ideologías opuestas hablar objetivamente sobre los temas que los separan. Su incansable devoción a esta causa y su inspiración han sido vitales para el desarrollo y la existencia continua de las conferencias.

- Recibió la Orden de San Miguel y San Jorge en 1998 por su contribución al entendimiento internacional.[51]

- Rotblat compartió, con la organización Conferencia Pugwash, el Premio Nobel de la Paz de 1995 por sus esfuerzos encaminados a lograr el desarme nuclear.[52] Su mención decía: "por los esfuerzos para disminuir el papel que juegan las armas nucleares en los asuntos internacionales y, a largo plazo, para eliminar dichas armas".[53]

- Hacia el final de su vida, también fue elegido miembro honorario de la Asociación Internacional de Estudiantes de Física,[54] y la Fundación Jamnalal Bajaj de India le otorgó el Premio Jamnalal Bajaj en 1999.[55]
- Fue miembro honorario del consejo editorial del 'Journal of Environment Peace' publicado en la biblioteca de la Universidad de Toronto, posteriormente gestionado por la Noble International University y editado por el profesor Bob Ganguly y el profesor Roger Hansell.
- Una placa conmemorativa de Joseph Rotblat, inaugurada en 2017 en presencia del embajador polaco Arkady Rzegocki, se puede encontrar en la entrada a las oficinas de British Pugwash, en la esquina de Bury Place y Great Russell Street en Londres.[56]